# Madeleine Frieden-Kinnen
Pour les articles homonymes, voir Frieden.
Madeleine Frieden-Kinnen, née le 4 octobre 1915 à Esch-sur-Alzette (Luxembourg) et morte le 8 février 1999 à Luxembourg-Ville (Luxembourg), est une femme politique luxembourgeoise, membre du Parti populaire chrétien-social (CSV). Elle est la première femme ministre de son pays.

## Biographie
Madeleine Frieden-Kinnen obtient une thèse de doctorat en lettres. En 1953, elle fonde l'organisation féminine du Parti populaire chrétien-social (CSV). Veuve du ministre Pierre Frieden, mort en 1959, elle entre en 1967 dans le gouvernement de coalition CSV-LSAP, y devenant secrétaire d'État pour la Famille, la Jeunesse et l’Éducation,.
Le 9 mars 1967, lors de discussions budgétaires, alors qu'elle présente son programme pour la famille, elle explique son intérêt pour les sujets touchant aux femmes :

« Je crois de mon devoir de faire appel à la Chambre pour que les femmes mariées aient enfin un statut – je ne dirai pas digne d’elles, mais digne de ceux qui sont leurs partenaires et qui – grâce à leur écrasante majorité dans tout ce qui est pouvoir public – ont à peu près seuls en mains les instruments qui permettent de changer ce statut […]. »

En 1968, une crise gouvernementale conduit à des élections anticipées. Madeleine Frieden-Kinnen devient alors ministre de la Famille, de la Jeunesse et la Solidarité sociale ainsi que ministre des Cultes et de la Culture. Elle est la première femme à devenir ministre au Luxembourg. Après une campagne de presse du journal socialiste Tageblatt qui l’accuse de comportement contraire aux bonnes mœurs, elle attaque à son tour en diffamation le rédacteur en chef de la publication et renonce à son mandat en 1972. Elle s’engage ensuite dans l’aide au développement en Afrique.